# Yantai
Yantai (chinois : 烟台 ; pinyin : Yāntái) est le port de pêche le plus important de la province chinoise du Shandong. On y parle le dialecte de Yantai du mandarin Jiao Liao. Le nom occidental ancien de Tchéfou est considéré aujourd'hui comme incorrect, car provenant de l’île de Zhifu qui gouverna Yantai autrefois. Yantai est une ville depuis 1950. Dans les environs de Yantai, on trouve un grand nombre de rivières, dont le Wulong (五龍河).

## Histoire
La convention de Zhifu (ou Traité de Yantai en chinois) est un traité signé le 21 août 1876 entre la Chine et la Grande-Bretagne dans l'actuel district de Zhifu. Ce traité est obtenu après la mort d’un Britannique, le 21 février 1875, Augustus Raymond Margary, qui avait tenté de pénétrer dans le Yunnan avec deux cents soldats : la Grande-Bretagne pourra désormais mener des « investigations commerciales » au Yunnan, ou se rendre aux Indes à partir de la Chine intérieure, via le Tibet.

## Économie
La ville comptait des usines qui fabriquaient des filets-fronts pour les cheveux, jusqu'au retour de la mode de la coupe à la Ninon dans les années 1920, cela entraîna l'arrêt des manufactures,.
En 2005, le PIB total a été de 201,2 milliards de yuans, et le PIB par habitant de 30 923 yuans.
L'entreprise automobile française Renault a une usine à Yantai, C'est également le siège du producteur de vin chinois Changyu (张裕, Zhāngyù), ayant un français à sa tête.
L'entreprise française AMIS, fabricant de pièces pour l'automobile, y a construit une usine.

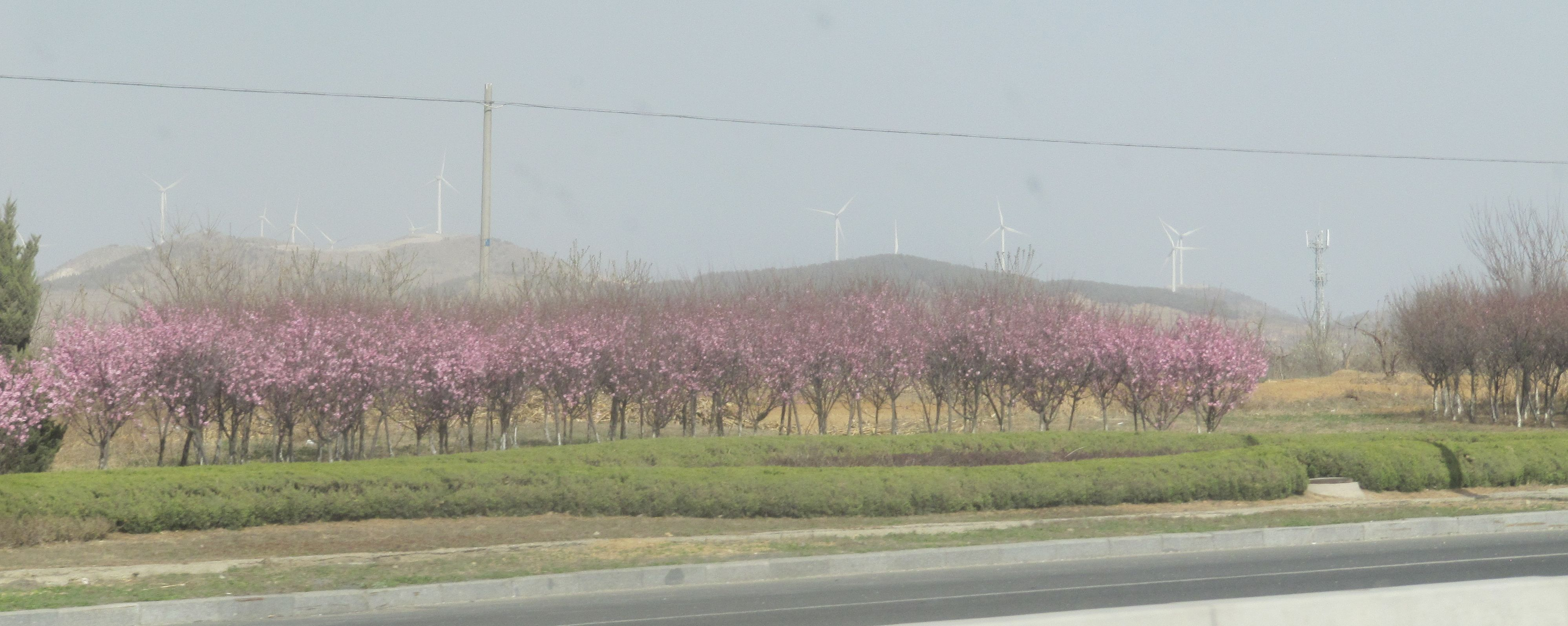
Champs de pêchers en fleur et au fond parc éolien de l'île Changdao.

## Subdivisions administratives

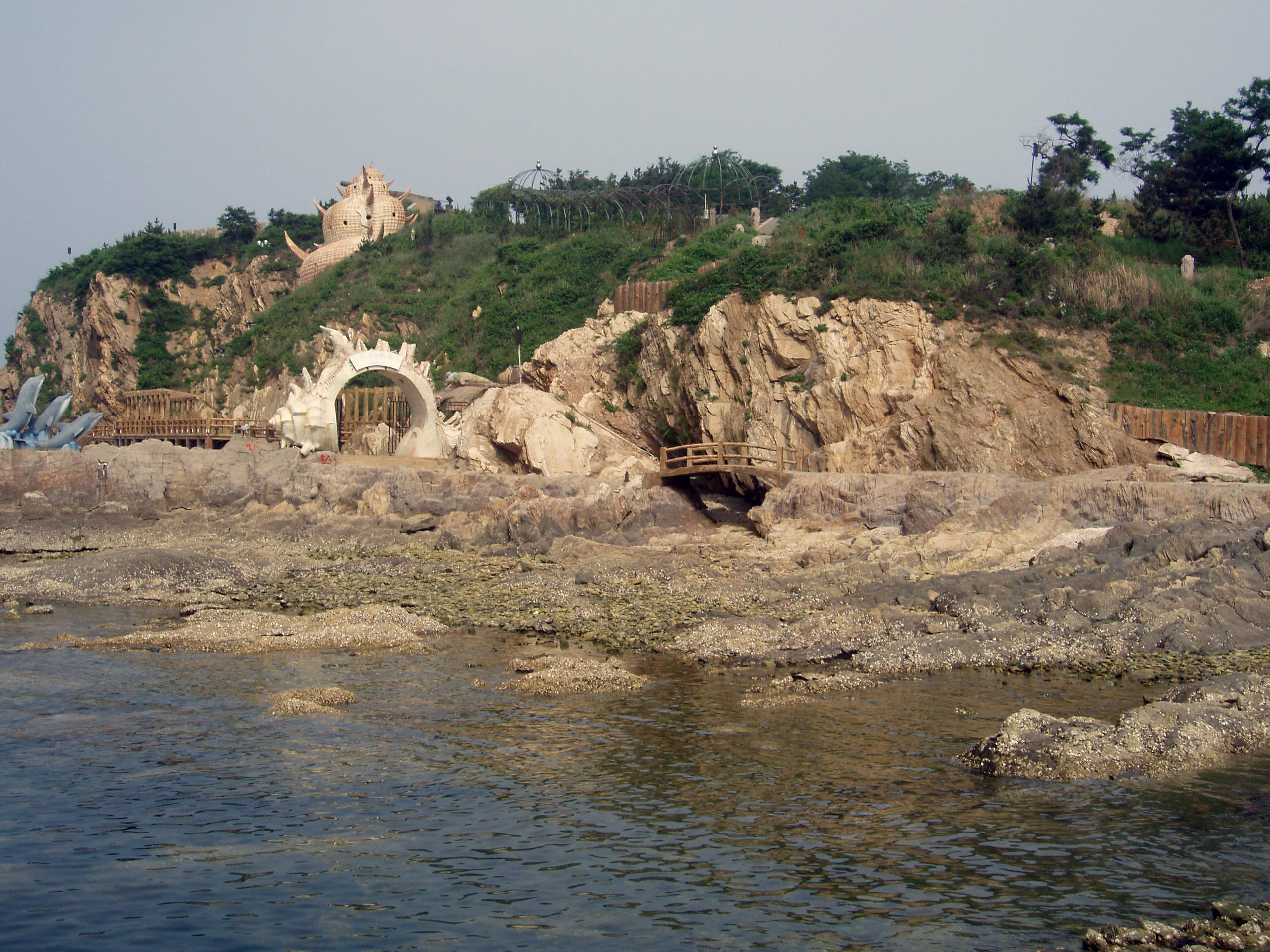
La baie de la Lune

La ville-préfecture de Yantai exerce sa juridiction sur treize subdivisions - cinq districts, sept villes-districts et un xian :
- Le district de Zhifu - 芝罘区 Zhīfú Qū[5], qui constitue la ville de Yantai proprement dite ;
- Le district de Muping - 牟平区 Mùpíng Qū ;
- Le district de Fushan - 福山区 Fúshān Qū ;
- Le district de Laishan - 莱山区 Láishān Qū ;
- La ville de Longkou - 龙口市 Lóngkǒu Shì ;
- La ville de Haiyang - 海阳市 Hǎiyáng Shì ;
- La ville de Laiyang - 莱阳市 Láiyáng Shì ;
- La ville de Laizhou - 莱州市 Láizhōu Shì ;
- La ville de Penglai - 蓬莱市 Pénglái Shì ;
- La ville de Zhaoyuan - 招远市 Zhāoyuǎn Shì ;
- La ville de Qixia - 栖霞市 Qīxiá Shì ;
- Le Xian de Changdao - 长岛县 Chángdǎo Xiàn ;
- La zone de développement économique et technologique de Yantai (YEDA) - 烟台经济技术开发区 Kaifa Qū.

## Transports
Il existe un projet de tunnel ferroviaire sous la mer de Bohai entre Dalian au Liaoning et Yantai. D'une longueur prévue de 123 kilomètres, celui-ci serait d'une longueur supérieure à l'addition des deux plus grands tunnels de ce type existants, le tunnel sous la Manche et le tunnel du Seikan.

## Jumelage
La ville a signé des partenariats avec 23 villes dans 14 pays différents.

### Jumelages
- Mackay (Australie) depuis 2012
- Burgas (Bulgarie) depuis 2004
- Gunsan (Corée du Sud) depuis 1994
- San Diego (États-Unis) depuis 1985
- Omaha (États-Unis) depuis 2010
- Quimper (France) depuis 2005
- Angers (France) depuis 2006
- Szombathely (Hongrie) depuis 2007
- Miskolc (Hongrie) depuis 2015
- Kingston (Jamaïque) depuis 2019
- Beppu (Japon) depuis 1985
- Tauranga (Nouvelle-Zélande) depuis 1986
- Orebro (Suède) depuis 2002
- Phuket (Thaïlande) depuis 1997

### Pacte d'amitié
- Anshan (Corée du sud) depuis 2009
- Buyeo (Corée du sud) depuis 2019
- Incheon (Corée du sud) depuis 2007
- Ulsan (Corée du sud) depuis 2001
- Wonju (Corée du sud) depuis 2000
- Stavanger (Norvège) depuis 2018
- Lahore (Pakistan) depuis 2015
- Rostov-on-Don (Russie) depuis 1994
- Vladivostok (Russie) depuis 2017